# Gram (Dinamarca)
Gram (en alemany Gramm) és una petita ciutat danesa de la península de Jutlàndia, dins del municipi de Hadesrlev que forma part de la regió de Syddanmark. Es troba a 20 de Ribe, a 32 km de Haderslev i a 39 km de Kolding
El riu Gram passa pel nord de la vila i a una illa del riu hi ha el Castell de Gram. La vila és coneguda pel castell, construït en maó vermell durant el segle xvi, i també pels seus jardins de quatre hectàrees que l'envolten, d'estil barroc. A pocs quilòmetres al nord de la vila hi ha el lloc de Gram Lergrav on es troba el Museum Sønderjylland, un museu dedicat a la història natural i la paleontologia de la zona, s'hi poden trobar fòssils d'animals de fa sis milions d'anys. També cal destacar l'església del segle xii.